# ÍF Fuglafjørður
Az ÍF Fuglafjørður egy feröeri labdarúgóklub. A Feröeri labdarúgó-bajnokság első osztályában játszik. 2006-ban kiestek, de 2007-ben feljutottak, így újra az első osztályban játszanak.

## Keret
2011-es állapot.
| #  |         | Poszt | Név                 |
| -- | ------- | ----- | ------------------- |
| 1  | FRO     | K     | Jákup Mikkelsen     |
| 2  | FRO     | V     | Áki Petersen        |
| 3  | FRO     | V     | Jan Ó. Ellingsgaard |
| 4  | SER     | CS    | Nenad Šarić         |
| 5  | FRO     | V     | Poul Ennigarð       |
| 6  | FRO     | KP    | Karl Løkin          |
| 7  | SER     | KP    | Aleksandar Jovević  |
| 8  | FRO     | KP    | Fritleif i Lambanum |
| 9  | Nigéria | CS    | Christian Muomaife  |
| 10 | FRO     | CS    | Bogi Løkin          |
| 11 | FRO     | KP    | Frank Poulsen       |
| 12 | FRO     | KP    | Pætur á Líknargøtu  |

| #  |     | Poszt | Név                 |
| -- | --- | ----- | ------------------- |
| 13 | FRO | V     | Uni R. Petersen     |
| 14 | FRO | KP    | Dánjal á Lakjuni    |
| 15 | FRO | KP    | Ari Ó. Ellingsgaard |
| 16 | FRO | K     | Hallgrím G. Hansen  |
| 17 | FRO | V     | Høgni Zachariassen  |
| 18 | FRO | KP    | Sverri Ellingsgaard |
| 19 | FRO | KP    | Bjarki Danielsen    |
| 20 | FRO | CS    | Bárður á Lakjuni    |
| 21 | FRO | V     | Margeir Toftegaard  |
| 23 | FRO | KP    | Andy Olsen          |
| 76 | FRO | V     | Bartal Eliasen      |

### Korábbi játékosok
- Gángó András (2007–2010)

### Korábbi edzők
- 2008  Albert Ellefsen
- 2008  David Jones

## Eredmények

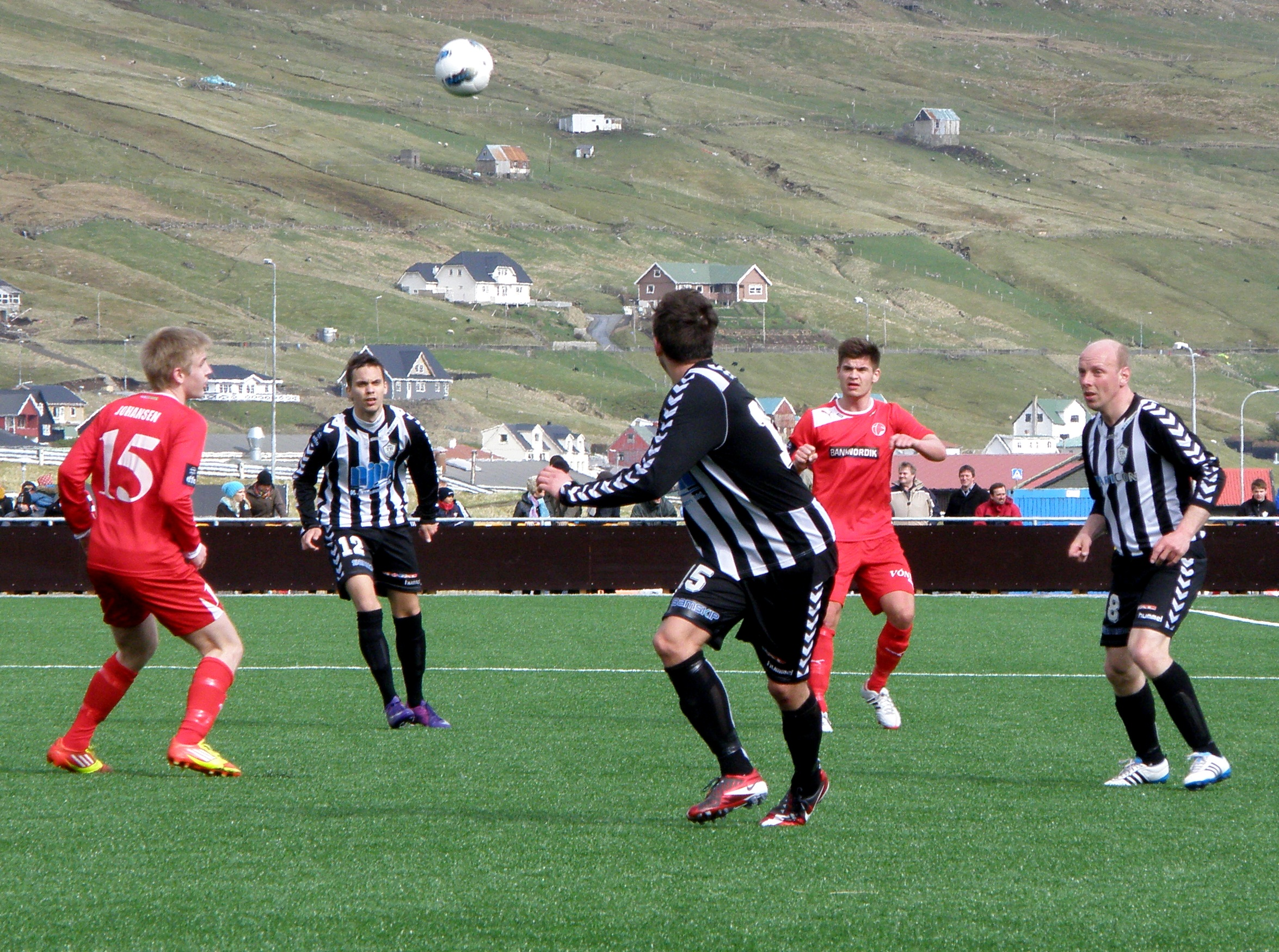
Mérkőzés a TB Tvøroyri ellen 2012. április 29-én

- Feröeri bajnok (1):

1979

## Európai kupaszereplés
| Szezon    | Kupa        | Forduló         | Ellenfél | 1. mérk. | 2. mérk. | Össz. |
| --------- | ----------- | --------------- | -------- | -------- | -------- | ----- |
| 2011–2012 | Európa-liga | 1. selejtezőkör | KR       | 1–3      | 1–5      | 2–8   |

Megjegyzés: Az eredmények minden esetben a csapat szemszögéből értendőek, a dőlttel írt mérkőzéseket pályaválasztóként játszotta.
| Kupa        | M | Gy | D | V | Rg | Kg |
| ----------- | - | -- | - | - | -- | -- |
| Európa-liga | 2 | 0  | 0 | 2 | 2  | 8  |